# Associação de Voleibol da Sérvia
A Associação de Voleibol da Sérvia  (em sérvio:Odbojkaški savez Srbije OSS) é  uma organização fundada em 1947 que governa a pratica de voleibol na Sérvia, sendo membro da Federação Internacional de Voleibol e da Confederação Européia de Voleibol, a entidade é responsável por  organizar  os campeonatos nacionais de  voleibol masculino e feminino no país.